# میوه آب‌نباتی
میوه آب‌نباتی (به انگلیسی: candied fruit) محصولی است که با جا به جا کردن آب‌میوه و محلول شکر در میوه تولید می‌شود. این روش کریستالیزه کردن میوه از حدود قرن چهاردهم رواج داشته است. تمام میوه یا قسمتی از میوه در این روش حفظ می‌شود. در قرون وسطی، میوه آب‌نباتی آلو، زردآلو، پسته و دانه کاج محبوب بودند. امروزه رایج‌ترین میوه‌های قندی پوست مرکبات، گیلاس و آناناس و زنجبیل شیرین و نیز ساقه‌های سبز گلپر هستند. گل‌های خوراکی مانند بنفشه و گلبرگ‌های گل رز را نیز می توان به این روش قندی کرد.